# شب و روز (فیلم ۱۹۹۱)
شب و روز (فرانسوی: Nuit et Jour‎) فیلمی در ژانر درام به کارگردانی شانتال آکرمن است که در سال ۱۹۹۱ منتشر شد.